# Anna Pawlusiak
Anna Pawlusiak (* 10. Februar 1952 in Wilkowice), verheiratete Anna Dobija, ist eine ehemalige polnische Skilangläuferin.
Pawlusiak, die für den LKS Wilkowice und den BBTS Włókniarz Bielsko startete, kam bei den Nordischen Skiweltmeisterschaften 1974 in Falun auf den 31. Platz über 10 km und auf den siebten Rang mit der Staffel. Bei ihrer einzigen Teilnahme an Olympischen Winterspielen im Februar 1976 in Innsbruck belegte sie den 26. Platz über 10 km, den 25. Rang über 5 km und den achten Rang zusammen mit Anna Gębala-Duraj, Maria Trebunia und Władysława Majerczyk in der Staffel. Bei polnischen Meisterschaften siegte sie siebenmal mit der Staffel (1977–1983), viermal über 10 km (1975–1978), dreimal über 5 km (1973, 1975, 1977) und einmal über 20 km (1978). Ihre Brüder Józef Pawlusiak, Stanisław Pawlusiak und Tadeusz Pawlusiak waren im Skispringen sowie in der Nordischen Kombination aktiv.